# Antonine Maillet
Antonine Maillet (n. 10 mai 1929, Grand-Bouctouche⁠(d), New Brunswick, Canada – d. 17 februarie 2025, Montréal, provincia Québec, Canada) a fost o scriitoare, scenaristă și cercetătoare franco-canadiană. 

## Biografie

### Viața timpurie și educația
Maillet s-a născut pe 10 mai 1929 în Bouctouche, Noul Brunswick, fiind unul dintre cei nouă copii ai familiei sale. Mama ei a murit când avea 14 ani, iar tatăl a murit 10 ani mai târziu. După liceu, Maillet a obținut licența în arte de la Collège Notre-Dame d'Acadie în 1950, urmată de un masterat de la Université de Moncton în 1959. În 1971, a obținut doctoratul în literatură la Université Laval. Teza ei este intitulată Rabelais et les traditions populaires en Acadie.

### Carieră
Maillet a predat literatură și folclor la Collège Notre-Dame d'Acadie (1954–1960), la Universitatea din Moncton (1965–1967), la Collège des Jésuites de Québec (1968–1969), la Université Laval (1971–1974) și la Université de Montréal între (1974–1975). Ulterior, a lucrat pentru Radio-Canada în Moncton ca scenaristă și realizatoare. În 1988, Maillet a moderat Dezbaterea Liderilor în limba franceză pentru Radio-Canada TV între prim-ministrul Brian Mulroney, liderul Partidului Liberal al Canadei John Turner și liderul Noului Partid Democrat, Ed Broadbent. Din 1989 până în 2000, a fost rector al Universității din Moncton.
În 1976 a fost făcută Ofițer al Ordinului Canadei și a fost promovată Companion în 1981. Maillet a primit Medalia Lorne Pierce a Societății Regale din Canada în 1980. În 1985, a fost făcută Ofițer al Artelor și Literelor din Franța, iar în 2005, a fost inclusă în Ordinul Noul Brunswick. A fost membru al Consiliului Privat al Regelui pentru Canada din 1 iulie 1992. Acest lucru i-a conferit dreptul la prefixul onorific „The Honourable” și la Literele Post-Nominale „PC” pe viață. În 1979, lucrarea sa Pélagie-la-Charrette a câștigat Premiul Goncourt, devenind prima câștigătoare non-europeană. În 1994, grupul de teatru de la Collège Militaire Royal a interpretat o piesă de Maillet atât la CMR, cât și la Colegiul Militar Regal din Canada. Maillet a primit un titlu onorific din partea RMC în 1995.

### Viața personală și moartea
În 2022, Maillet a dezvăluit public că este lesbiană, fiind într-o relație cu actrița și regizoarea de teatru Mercedes Palomino până la moartea acesteia în 2006. Maillet a murit în somn în noaptea de 17 februarie 2025, la domiciliul ei din Montreal. Avea 95 de ani.